# Etienne Lonyai
Etienne Lonyai (n. 19 ianuarie 1885, București, România – d. 29 ianuarie 1957, București, România) a fost un fotograf român care a activat în București între anii 1900-1940.
Etienne Lonyai a fost o importantă voce în lumea fotografică bucureșteană din prima jumătate a secolului 20, atât prin talentul lui fotografic, cât și prin calitățile de manager, organizator și activist pentru drepturile profesionale ale breslei fotografilor.

## Biografie

### Profesie
Lonyai și-a început cariera ca asistent al fotografului Franz Mandy, ulterior preluând studioul acestuia. A fost co-fondatorul și președintele Uniunii Fotografilor din România (1924), editor al revistelor de fotografie Fotograful (1924-1925) și Revista Fotografică Română (1934-1938), în care a publicat, printre altele, articole care tratau istoria fotografiei. Etienne Lonyai a fost fotograf al Casei Regale a României, precum și fotograf oficial al Teatrului Național din București.

### PreședinteleUniunii Fotografilor din România
În anul 1936, Etienne Lonyai se afla în funcția de președinte al acestei asociații, poziție din care a organizat în 22 ianuarie 1936 o întâlnire a fotografilor profesioniști din România la care au participat numeroși fotoreporteri, producători de materiale fotografice, precum și reprezentanți ai diferitelor asociații profesionale.

### Alte repere
Dintr-o reclamă publicată în ziarul Dimineața, în martie 1920, reiese că Etienne Lonyai lucra deja în studioul lui Franz Mandy, sub marca "Casa Mandy", cu sediul în Piața Teatrului, Câmpineanu 4, București. Clădirea „Casa Mandy” a găzduit și cunoscuta Berărie Gambrinus, care, pentru o scurtă perioadă de timp, în jurul anilor 1901–1902, a fost condusă de către publicistul, scriitorul și dramaturgul Ion Luca Caragiale. Clădirea a fost demolată în 1937.
A.S.R. Principesa Ileana a fost fotografiată de către Lonyai, la data de 1 aprilie 1920, în studioul "Casa Mandy", așa cum reiese dintr-un scurt articol apărut la rubrica de "informațiuni", publicată de ziarul Viitorul. De altfel, A.S.R. Principesa Ileana a fost fotografiată de către Lonyai atât la 5 aprilie 1922, cât și la 31 martie 1923, în același studio.

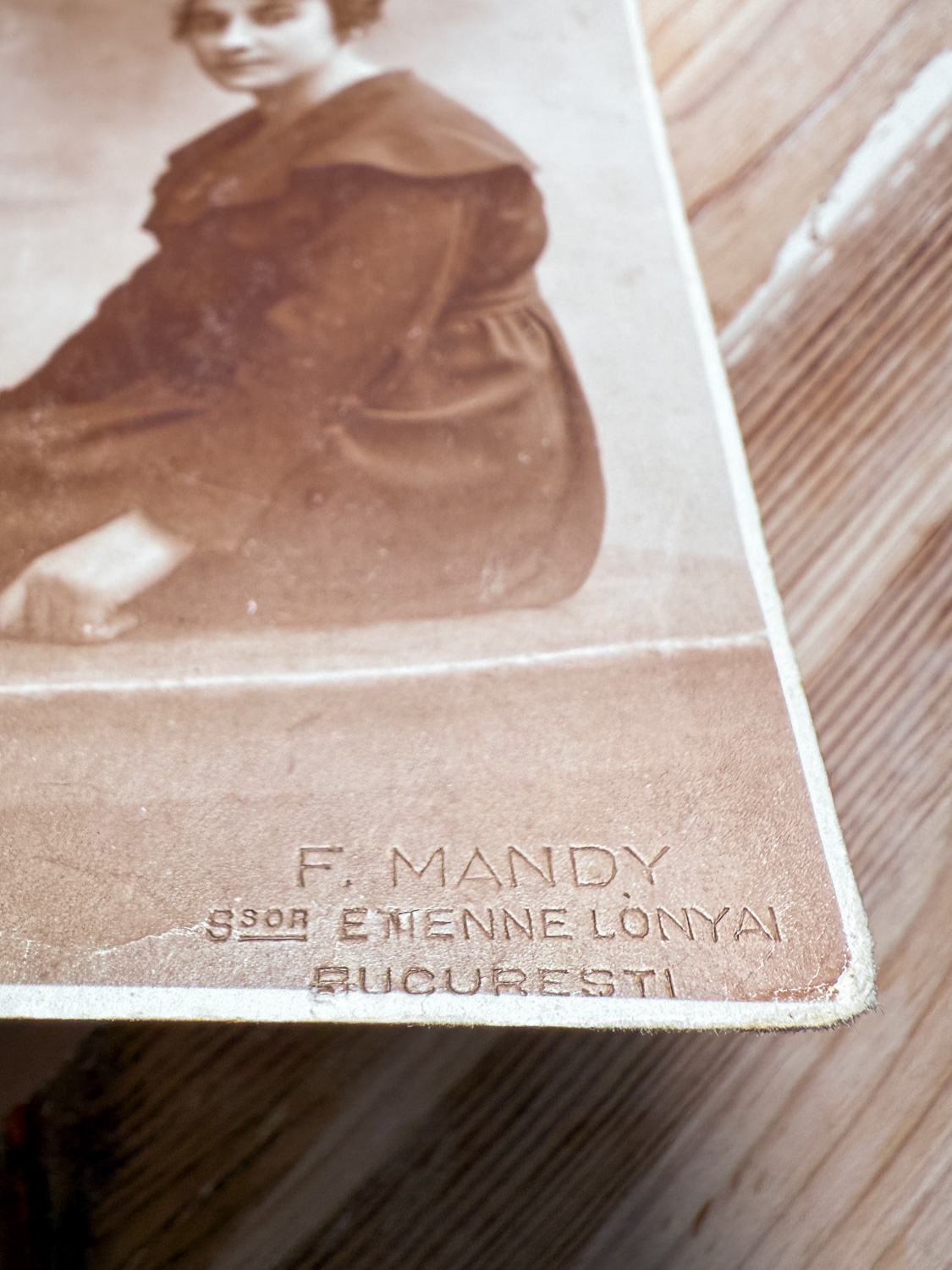
Timbrul sec utilizat de fotograful Etienne Lonyai pe fotografiile sale. Se observă că Lonyai lucra sub marca "F. Mandy", promovându-se ca succesor al acestuia.

Lonyai a fotografiat-o și pe M.S. Regina Maria, în incinta Castelului Peleș, la data de 16 iulie 1921, așa cum reiese dintr-un anunț publicat la rubrica de "informațiuni" a ziarului Dimineața. Din același anunț reiese că Etienne Lonyai se prezenta ca succesor al lui Franz Mandy, prin expresia: "Etienne Lonyai, s-orul firmei Mandy".
Dintr-un anunț asemănător, publicat în ziarul Lupta, reiese că fotograful i-a portretizat, în ianuarie 1922, atât pe A.S.R. Principesa Elena, Moștenitoarea Tronului, cât și pe Principele Mihai. În linie cu celelalte anunțuri, și în acest caz, Lonyai se prezenta ca succesor al "firmei Mandy".
În luna mai a anului 1922, Lonyai anunța, prin intermediul rubricii de „informațiuni” a ziarului Universul, că a fost contractat să fotografieze interioarele Palatului Cotroceni.
În iunie 1922, Etienne Lonyai anunța, prin intermediul unui anunț de mică publicitate publicat în ziarul Dimineața, că a pus în vânzare un număr de 100.000 de cărți poștale „de o frumusețe sublimă”, cu imagini ilustrând căsătoria A.S.R. Principesa Maria cu M.S. Regele Alexandru al Serbiei, oficiată la Belgrad. Din acest anunț reiese și faptul că Lonyai a fost unul dintre fotografii prezenți la eveniment. Cărțile poștale puteau fi achiziționate de la „Casa Mandy”, studioul acestuia, localizat în „Piața Câmpineanu nr. 4”. Fotograful țintea și o vânzare în volume mari, anunțând că „revânzătorilor se acordă rabat”.
Ziarul L’Indépendance Roumaine din 2 decembrie 1923 anunța, la rubrica de “Informations” în limba franceză, faptul că “M.S. Regina Maria a Iugoslaviei, însoțită de micul Prinț Dușan, precum și de prințesele Elena și Irina, au fost fotografiate de domnul Etienne Lonyai, succesor al firmei Maudy. Fotografiile au fost realizate la Castelul Peleș, unde domnul Etienne Lonyai a avut onoarea de a fi invitat.” Un anunț similar a apărut și în ziarul Dimineața, tipărit la 1 decembrie 1923.
Conform Monitorului Oficial nr. 67, emis la 19 martie 1932, Etienne Lonyai a devenit membru fondator al societății anonime pe acțiuni „Sud-Est-Film“. Societatea avea ca obiect de activitate „comerțul de reprezentanțe și exploatarea de filme cinematografice“ și „consignațiuni și închirieri de filme cinematografice“, așa cum se menționează în actul constitutiv. Printre membrii fondatori, alături de Lonyai, se numărau și Dr. T. Rădulescu-Tanir, Jean Leibovici, Cristea Simionescu, Paul Goldring, George Georgescu-Geo, Istodor Leibovici, Dr. N.H. Kern, Em. Langerman, N. Tennen, Ioan Paloșanu, Sami Cohn, Costică Niculescu-Bazar și Max Melicsohn. Etienne Lonyai deținea un număr de 100 de acțiuni la această companie, dintr-un total de 2000 de acțiuni emise. Cu această ocazie, aflăm și faptul că Lonyai locuia, la acea dată, pe strada Dionisie nr. 27, în București.